# All Things Bright and Beautiful
是一首英格蘭聖公會的詩歌，亦被許多其他基督教教派所演唱。這首詩歌的歌詞由塞西爾·弗朗西絲·亞歷山大所撰寫，首次刊登於她於1848年出版的《獻給小孩子的詩歌集》中。
這首詩歌通常以詩歌曲調All Things Bright And Beautiful來演唱，此曲調由威廉·亨利·蒙克於1887年創作。另一個受歡迎的曲調是Royal Oak，改編自17世紀英國民謠。

## 歷史
這首詩歌首次於1848年刊登在塞西爾·亞歷山大夫人的《獻給小孩子的詩歌集》中。這首詩歌由一系列詩篇組成，詳細闡述了使徒信經中描述上帝為「天地的創造者」的內容，並被形容為明確肯定自然界的創造論觀點。
有人提出亞歷山大的創作可能受到多個來源的影響。這首詩歌可能受到詩篇104篇24和25節的啟發：「耶和華啊，你的作為何等多！你以智慧造成了它們；遍地充滿了你的豐富。這廣大無邊的海洋中有無數的爬行動物，無論大小都有。」此外，這首詩歌也可能受到塞缪尔·泰勒·柯勒律治的古水手之咒中的一句詩句啟發：「最好的禱告者是最愛萬物大小的人；因為親愛的上帝創造了並愛着所有的事物。」另一方面，這首詩歌也可能受到威廉·佩利於1802年出版的《自然神學》的啟發，該書主張上帝是自然界的設計者。例如，詩歌的第二節提到了「翅膀」，第七節提到了「眼睛」。佩利引用了翅膀和眼睛作為設計複雜性的例子，類似於一隻手錶，上帝就是神聖的錶匠。
亞歷山大在這首的詩歌「紫頭的山峰，旁邊流淌的河流」歌詞中，其靈感來源被歸因於威爾士、愛爾蘭和英格蘭的四個不同地點。1848年，亞歷山大造訪了蒙茅斯郡戈維隆的蘭溫納斯豪斯。根據這一說法，詩歌中的山脈可能指的是附近的塔糖山或布萊格山，而河流可能指的是亞斯克河。亞歷山大還被知曉造訪了斯萊戈附近的馬克里城堡，一些資料將亞歷山大的詩歌與那裡周圍的花園聯繫在一起。亞歷山大的旅程還帶她到了1848年位於薩默塞特的鄰近村莊鄧斯特，而艾維爾河的景觀也被認為是她的靈感來源之一。

「紫頭的山峰，旁邊流淌的河流」，紫頂山和旁有流水的可能靈感來源如下：
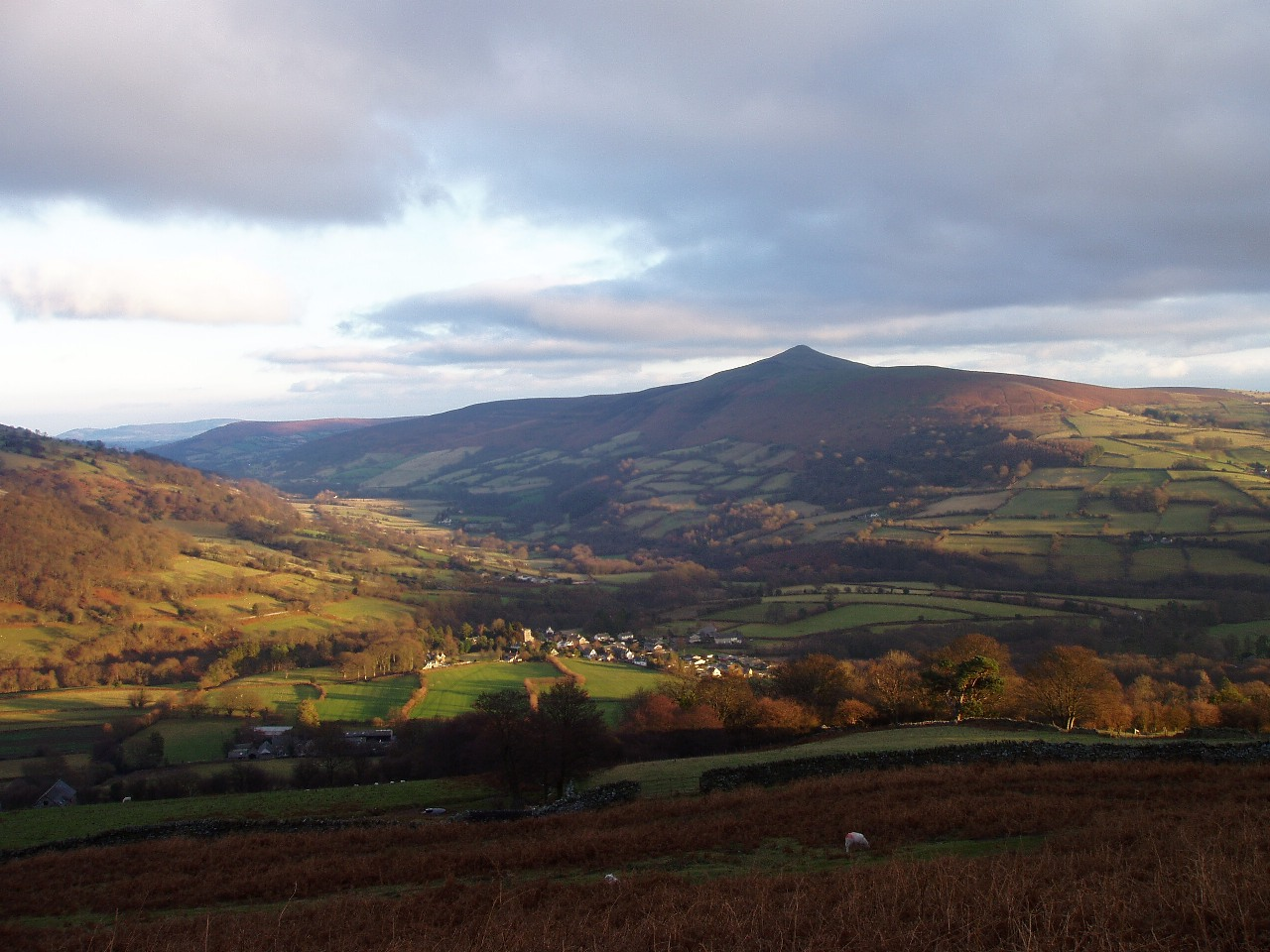
蒙茅斯郡的塔糖山（英语：Sugar_Loaf,_Monmouthshire）
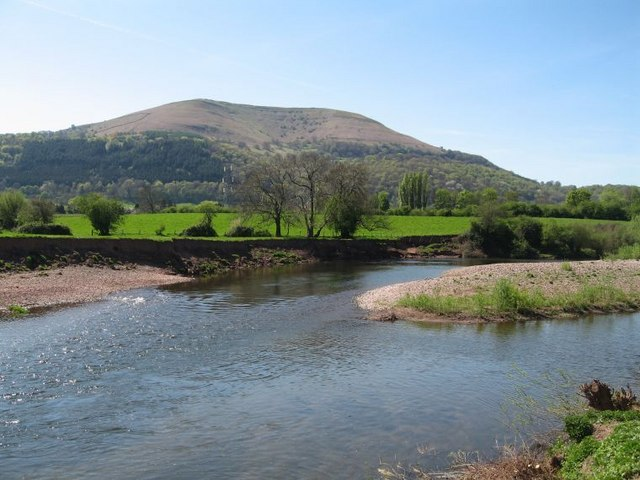
蒙茅斯郡的布洛倫吉山（英语：Blorenge），旁有艾維爾河（英语：River Usk）
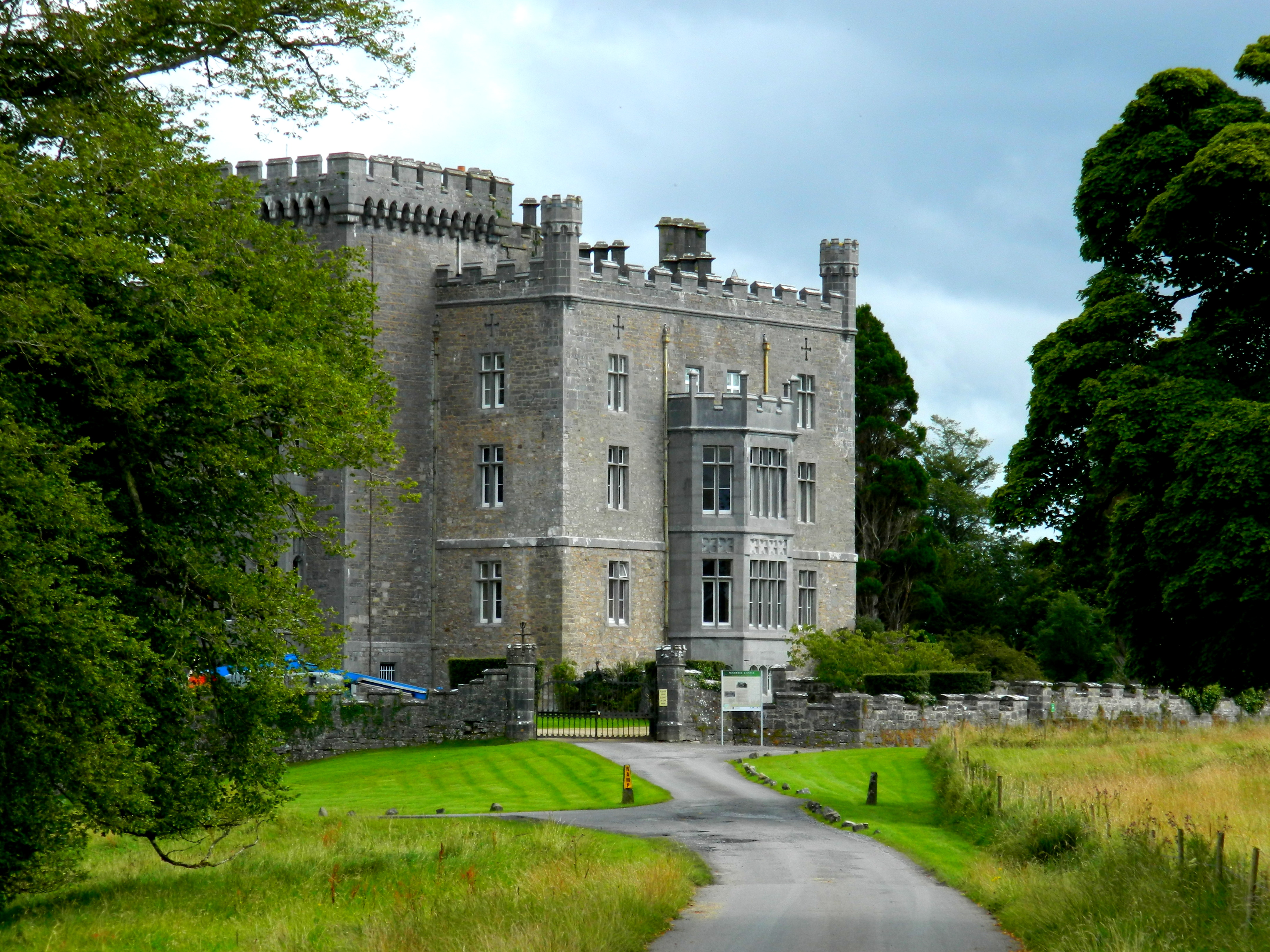
馬克里城堡花園（英语：Markree Castle）
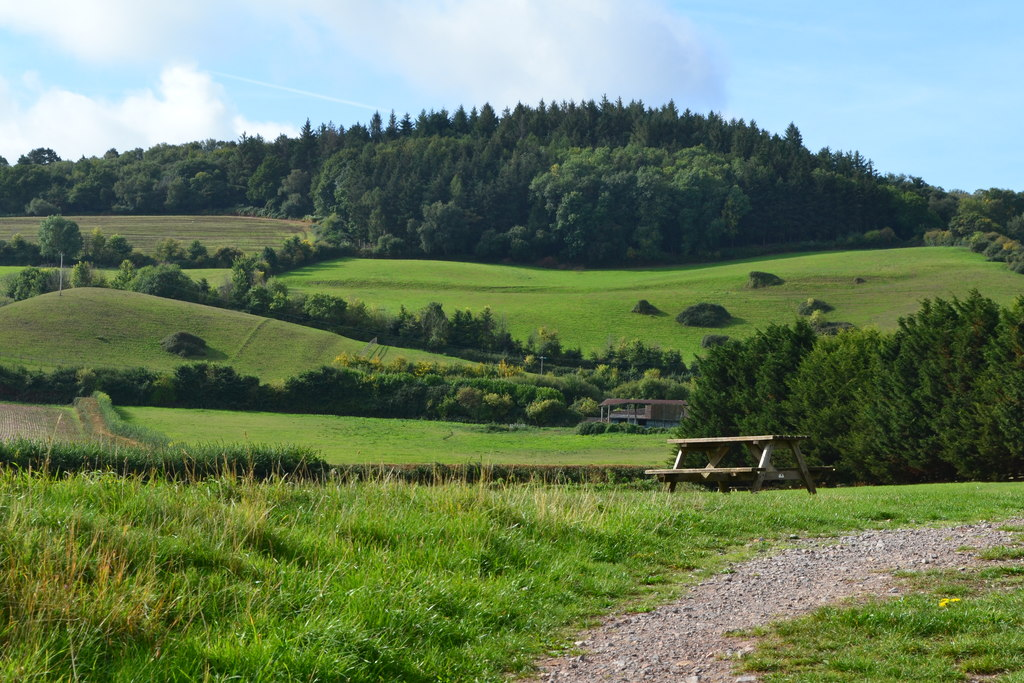
薩默塞特郡的格拉比斯特山（Grabbist Hill）
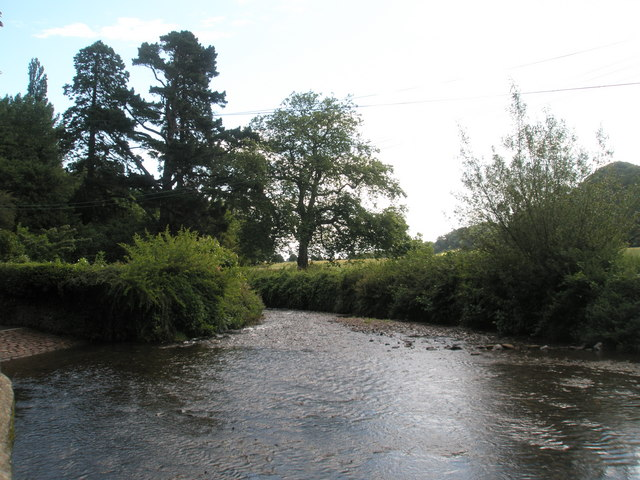
薩默塞特郡的艾維爾河（英语：River Avill）
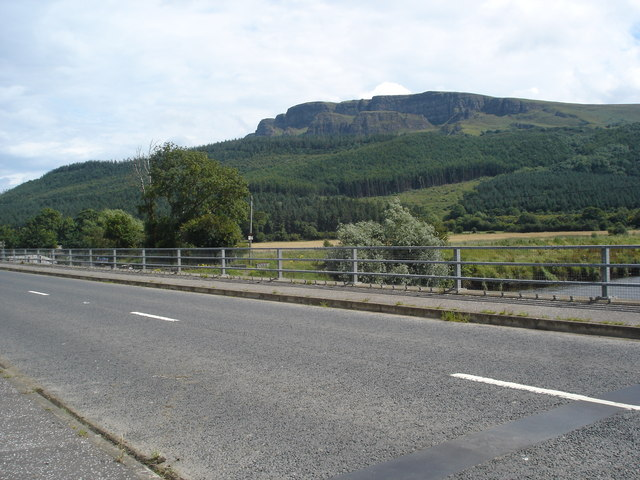
倫敦德里郡的貝尼文奈山（英语：Binevenagh）
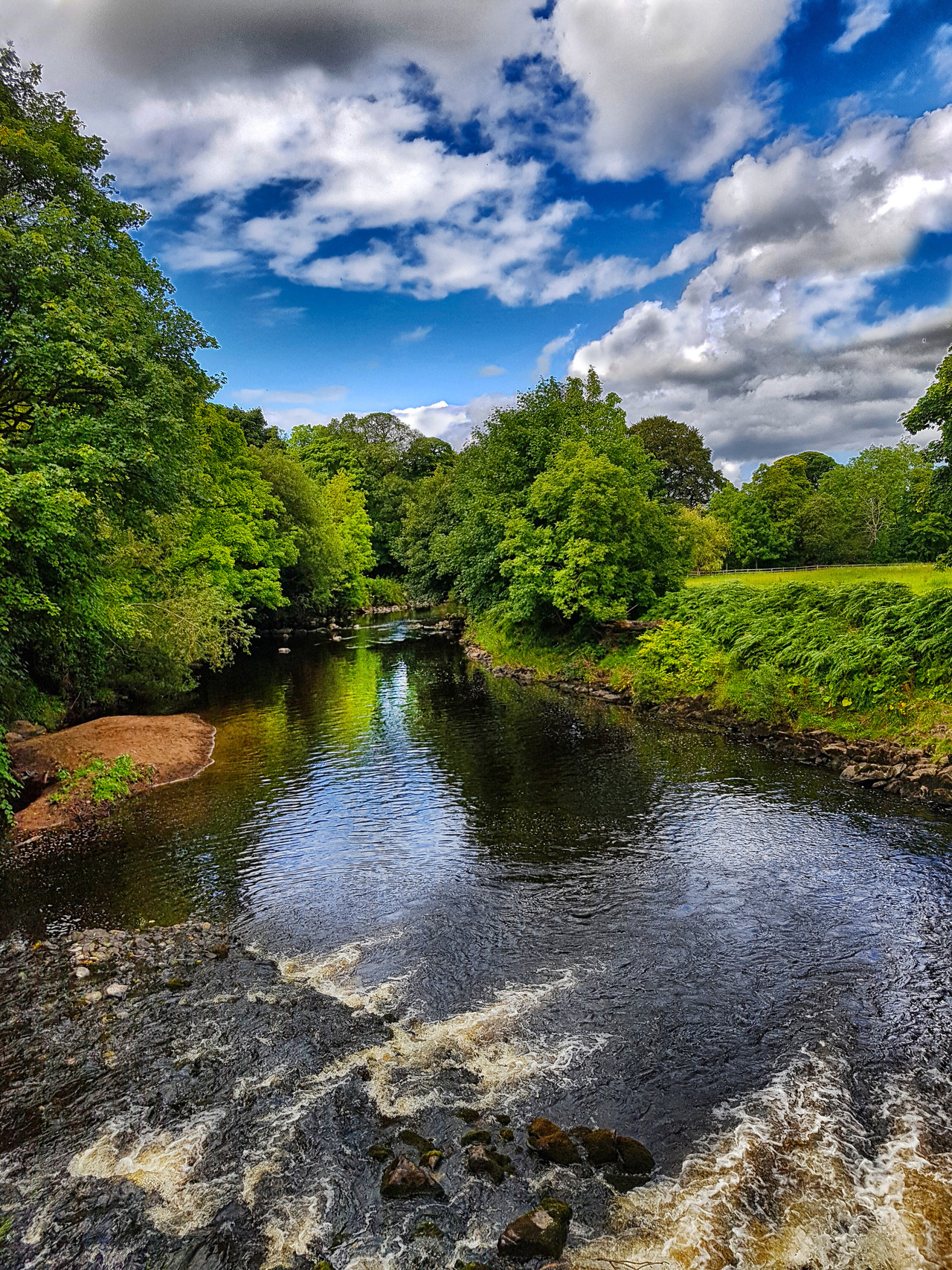
倫敦德里郡的羅河（英语：River Roe）

第三節中提到了「富人在他的城堡，窮人在他的門前」，並聲稱他們的社會地位是上帝安排的。這被解釋為一種神學觀點，即社會是由神的恩慈所秩序和維護的。這種對社會階層的觀點被聯繫到亞歷山大作為一個盎格魯愛爾蘭人的身份，他在愛爾蘭大飢荒期間肯定了現有的社會秩序。對第三節的另一種解釋則認為，亞歷山大表達了富人和窮人在上帝眼中的平等。亞歷山大在她的《為聖節而作的詩歌》（1846）中也提到了相似的內容，引用了「茅草屋中的窮人，宏偉大廳中的富人」，並說他們向上帝的禱告具有相等的重要性：「祂聆聽，並回答所有人」。
然而，普遍認為這首詩的第三節表達的情感已經過時，因此許多後來的版本和演繹都省略了這一節。例如，珀西·迪爾默在《英國聖詩集》（1906年）中刪去了這一節，他對基督教社會主義持有同情態度，並表示這些詞語反映了「愛德華時代社會中巨大不平等面前英國建制的被動和懈怠」。迪爾默質疑亞歷山大是否記得富翁和拉撒路的寓言（路加福音 16:19–31），還將她對世界的觀點歸因於她「在愛爾蘭莊園的地產代理人的氛圍中成長」。1950年出版的《古今聖詩集》修訂版也省略了這一節。

## 詩詞
亞歷山大的詩詞原文如下所述：
1.

萬物明媚而美好，（}}）

大小生靈無不重要，（All creatures great and small,）

智慧奧妙皆精彩，（All things wise and wonderful,）

全能的主創造了它們。（The Lord God made them all.）

2.

每朵盛開的小花，（Each little flower that opens,）

每隻歌唱的小鳥，（Each little bird that sings,）

他為它們賦予燦爛的色彩，（He made their glowing colours,）

他創造了它們微小的翅膀。（He made their tiny wings.）

萬物明媚…（All things bright ...）

3.

富人在他的城堡，（The rich man in his castle,）

窮人在他的門前，（The poor man at his gate,）

上帝創造了他們，不論高低，（God made them, high or lowly,）

並安排了他們的命運。（And ordered their estate.）

萬物明媚…（All things bright ...）

4.

紫頭的山峰，（The purple-headed mountain,）

旁邊流淌的河流，（The river running by,）

日落和早晨，（The sunset and the morning,）

照亮了天空。（That brightens up the sky.）

萬物明媚…（All things bright ...）

5.

冬天中的寒風，（The cold wind in the winter,）

夏日中的愉快陽光，（The pleasant summer sun,）

花園中成熟的水果−（The ripe fruits in the garden,−）

他創造了它們每一個：（He made them every one:）

萬物明媚…（All things bright ...）

6.

綠樹高聳於林中，（The tall trees in the greenwood,）

我們嬉戲的草地，（The meadows where we play,）

水邊的蘆葦，（The rushes by the water,）

我們每天都在那裡採集；—（We gather every day;−）

萬物明媚…（All things bright ...）

7.

他賜予我們雙眼去看見它們，（He gave us eyes to see them,）

和雙唇讓我們述說，（And lips that we might tell,）

全能的上帝是何等偉大，（How great is God Almighty,）

他創造了一切事物完美。（Who has made all things well.）

萬物明媚…（All things bright ...）

（阿門） (Amen)

加拿大聯合教會的詩詞包括第四節經文： 
 崇山峻嶺的落基山脈，（The rocky mountain splendour,）

 孤狼嘯鳴的悲切呼喚，（the lone wolf's haunting call,）

 廣袤的五大湖和大草原，（the Great Lakes and the prairies,）

 秋日中的森林。（the forest in the fall.）

## 音樂設定

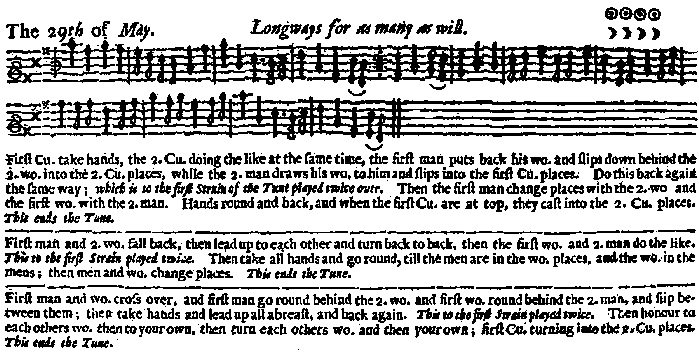
（The Twenty-Ninth of May），來自約翰·普雷福德的《舞蹈大師》。

這首聖詩通常以威廉·亨利·蒙克於1887年所譜曲的All Things Bright And Beautiful作為旋律演唱。這首聖詩的旋律也常以Royal Oak的曲調演唱，這個曲調改編自17世紀的民謠曲五月的第二十九日，該曲於1686年在《舞蹈大師》中發表。這個曲調可能起源於英國內戰，得名於1651年查爾斯二世在什羅普郡博斯科贝尔的一棵橡樹，被稱為「皇家橡樹」。這首聖詩的旋律最初由馬丁·肖於1916年為聖詩編曲，並收錄於他的兒童書籍《歌曲時刻》（Song Time）中。之後，這個編曲廣泛與《讚美詩》詩歌集中的這首聖詩相關聯。

這首聖詩的合唱部分被推薦作為兒童學習基督教歌曲，甚至適合五歲以下的兒童學唱。
在美國使徒基督教會中，另一個使用的旋律是瑪麗·耶格勒·拉西（Mary Yergler Rassi）所譜曲的。

## 文化遺產
在20世紀，作家詹姆斯·赫里奧特使用了這首聖詩的部分歌詞作為他的一系列獸醫故事集的書名。他的書籍也被改編成電影《大地上的小生命》（1975），以及1978年和2020年同名的電視劇系列。
1970年的科幻電影《猩球崛起》續集《猩球崛起之亞馬遜蛇神》中，作曲家萊納德·羅森曼為一個崇拜核彈的反烏托邦邪教重新編曲了這首聖詩，創作了一個不和諧的版本。
此外，蒙提·派森喜劇團在他們1980年的專輯《蒙提·派森的契約義務專輯》中對這首聖詩進行了惡搞。亞歷山大的歌詞被倒置，合唱團以蒙克的旋律讚美「一切平凡和醜陋的事物」。